# Denveri nemzetközi repülőtér
A Denveri Nemzetközi Repülőtér (IATA: DEN, ICAO: KDEN) egy nemzetközi repülőtér az Amerikai Egyesült Államokban; az USA legnagyobb, és a világ harmadik legnagyobb repülőtere. Területe közel 140 km². A 16R/34L kifutó a leghosszabb az Amerikai Egyesült Államokban a maga több mint 4 800 méterével. 2008-ban a világ tizedik legforgalmasabb repülőtere volt: 51 245 334 utas és 625 884 repülőgép fordult meg itt. Denver városától északkeletre fekszik. A Frontier Airlines, a Great Lakes Airlines és a United Airlines bázisreptere.

## Futópályák
A repülőtér futópályái:
- 07/25 (3658 m, 46 m, beton)
- 08/26 (3658 m, 46 m, beton)
- 16L/34R (4877 m, 61 m, beton)
- 16R/34L (3658 m, 46 m, beton)
- 17L/35R (3658 m, 46 m, beton)
- 17R/35L (3658 m, 46 m, beton)

## Forgalom
Az utasforgalom az elmúlt években az alábbi módon változott:
| Utasok száma | 31 067 498 | 38 034 017 | 37 505 267 | 47 326 506 | 50 167 485 | 52 849 132 | 53 472 514 | 61 379 396 | 33 741 129 | 77 837 917 |
|              | 1995       | 1999       | 2003       | 2006       | 2009       | 2011       | 2014       | 2017       | 2020       | 2023       |

## Légitársaságok és célállomások

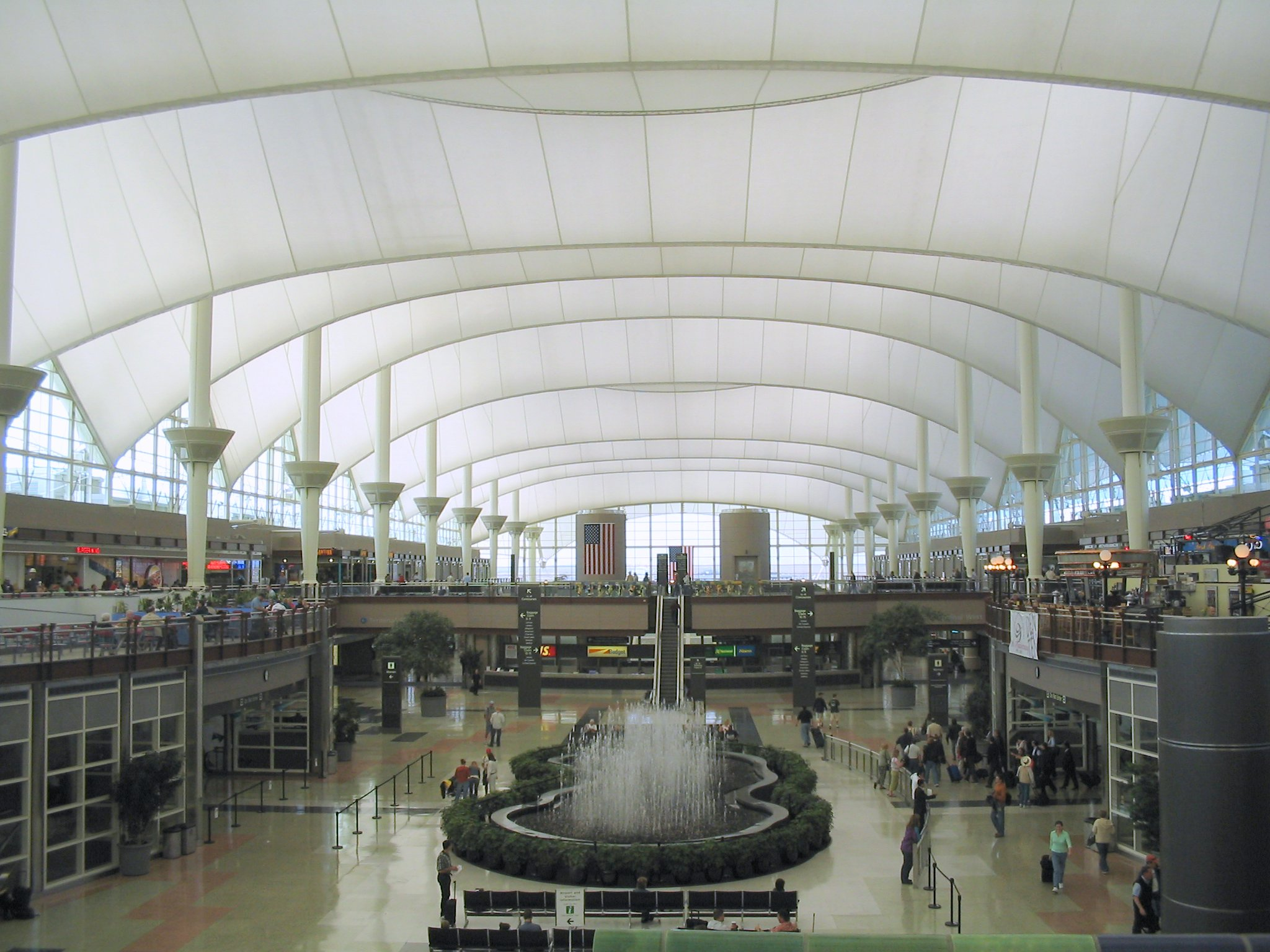
Az egyik utasterminál belülről

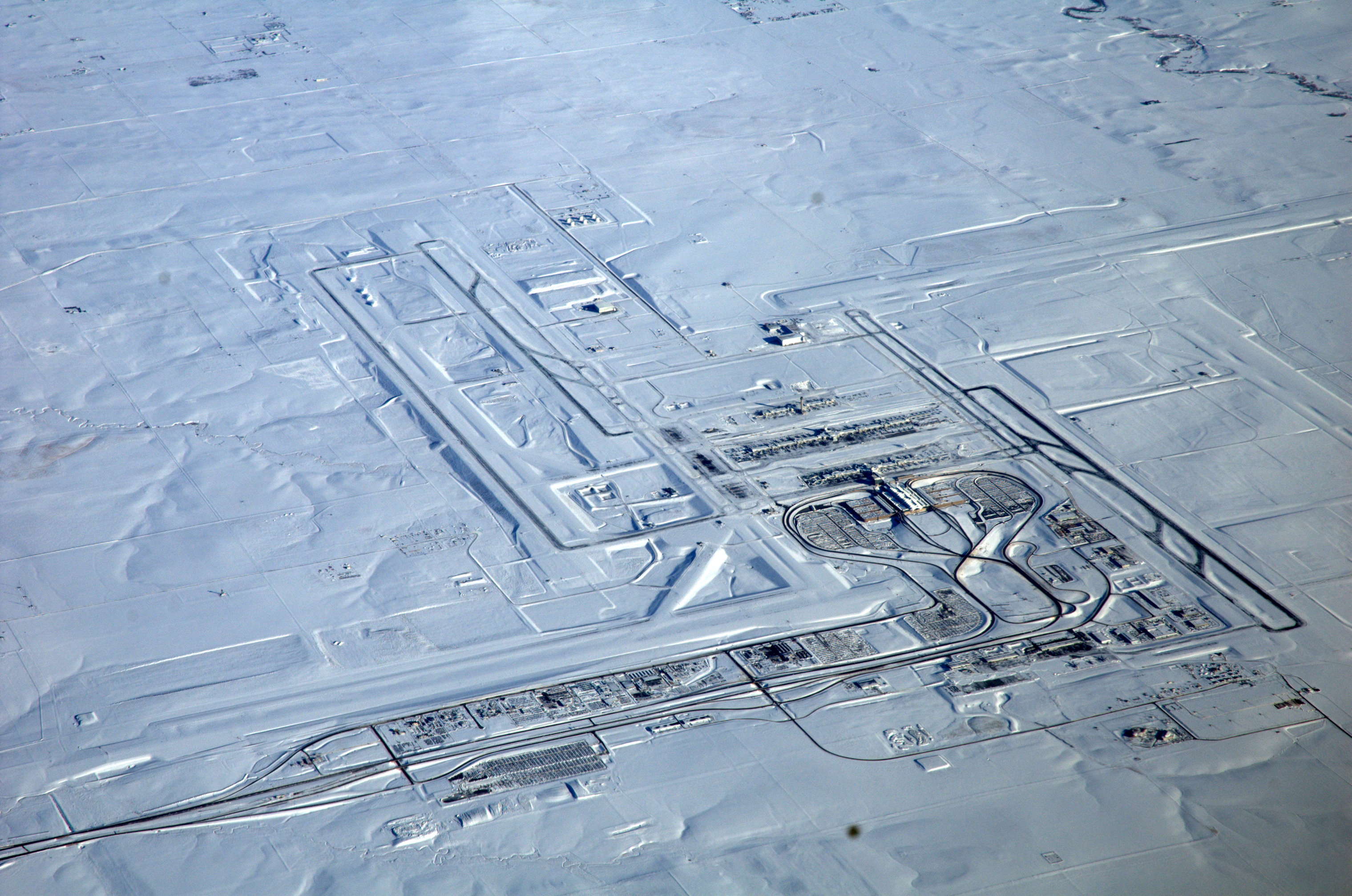
Hó alatt a repülőtér (2002)

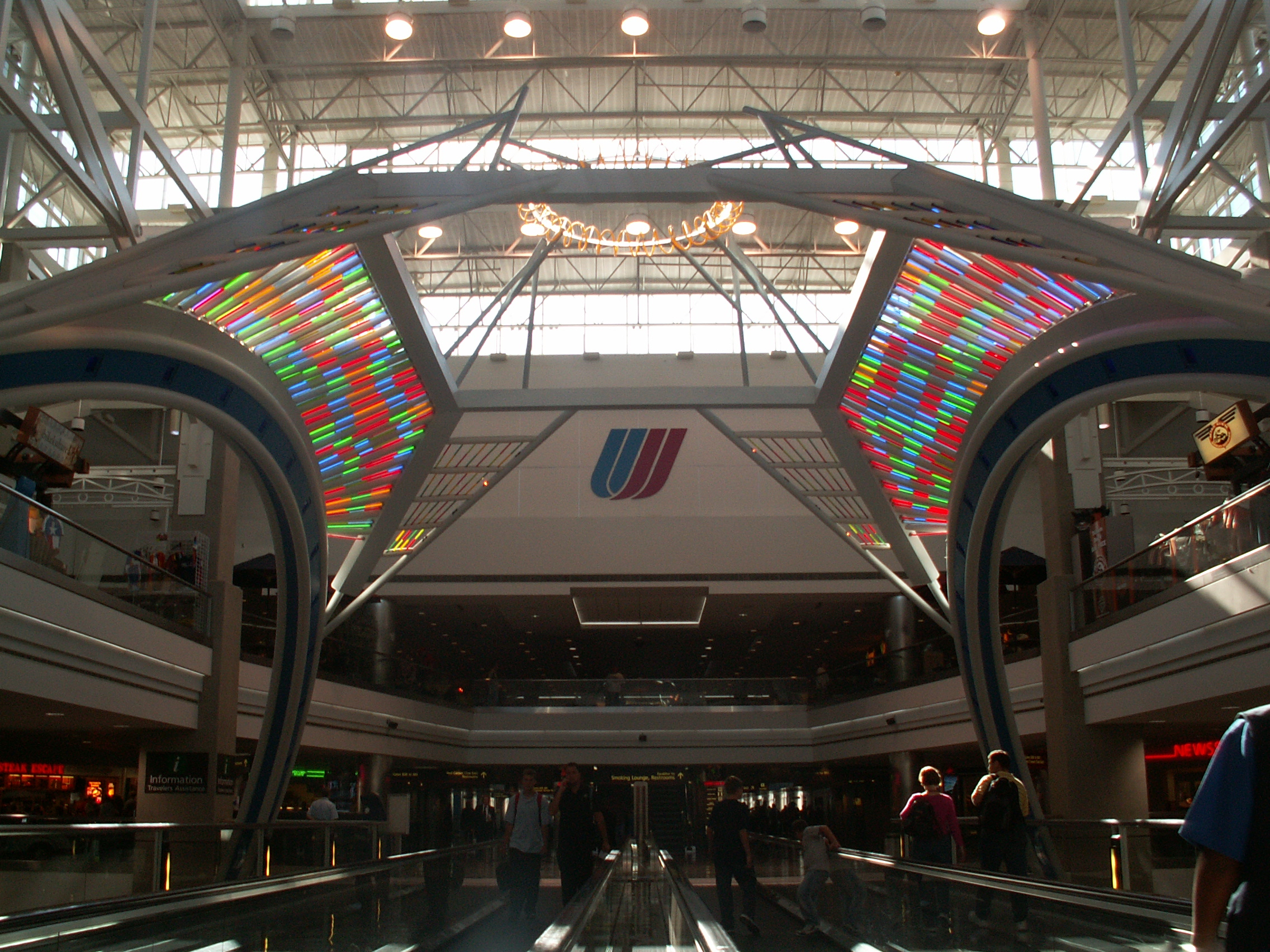
A 'B' terminálrész bejárata

Jeppensen térkép

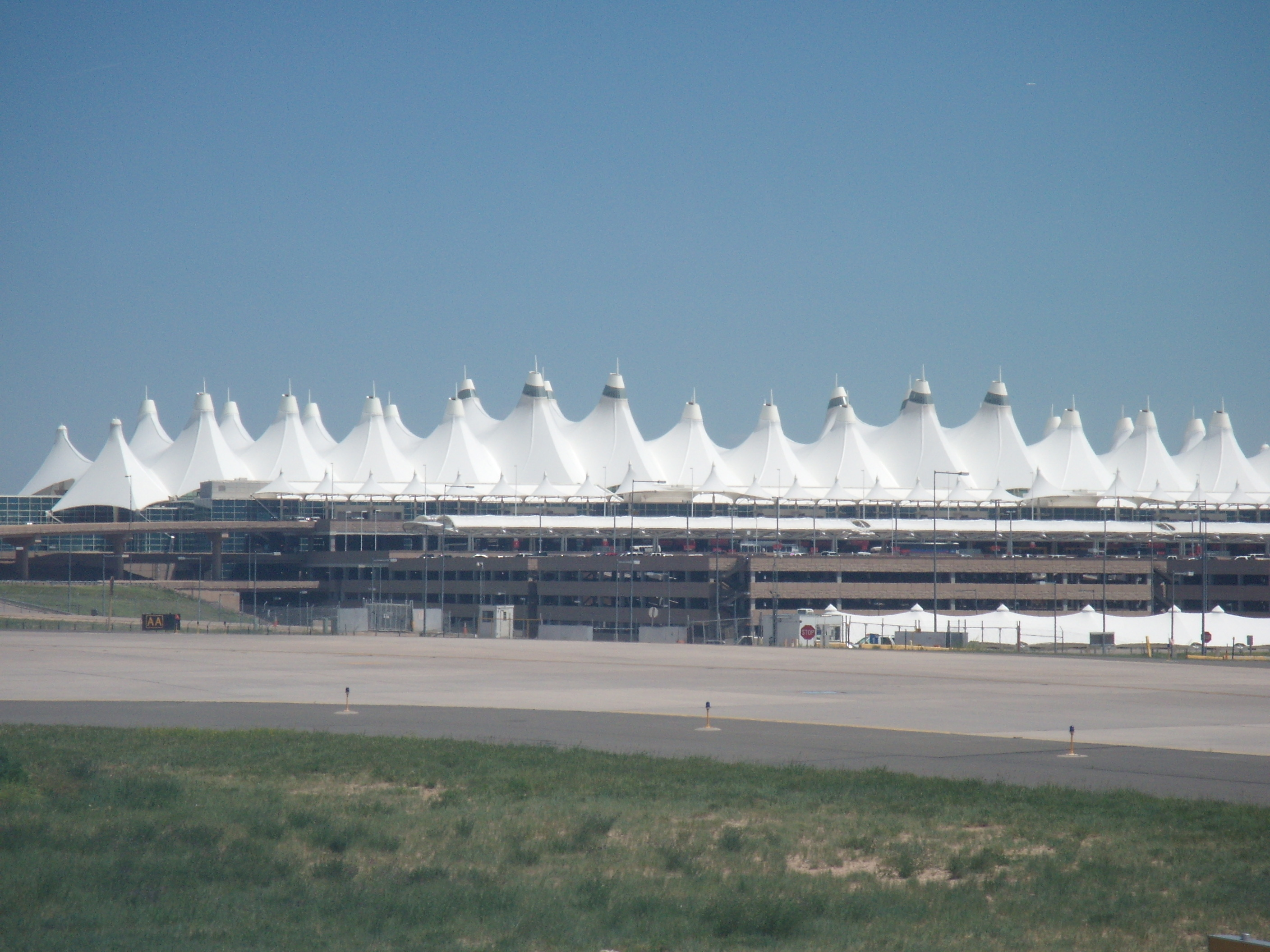
Az utasterminálok tetőszerkezete a közeli Sziklás-hegységnek köszönheti formáját

2023-ban a Denveri nemzetközi repülőtérről az alábbi járatok indulnak:

### Személy
| Légitársaság             | Célállomások | Források |
| ------------------------ | --- | -------- |
| Aer Lingus               | Dublin (kezdődik 2024. május 17-től) | [ 2 ]    |
| Aeroméxico               | Mexico City | [ 3 ]    |
| Air Canada               | Montréal–Trudeau, Toronto–Pearson, Vancouver | [ 4 ]    |
| Air France               | Szezonális: Párizs-Charles de Gaulle repülőtér | [ 5 ]    |
| Alaska Airlines          | Portland (OR), Seattle/Tacoma Szezonális: Anchorage | [ 6 ]    |
| Allegiant Air            | Allentown, Appleton, Cincinnati Szezonális: Asheville, Knoxville, Peoria | [ 7 ]    |
| American Airlines        | Charlotte, Chicago–O'Hare, Dallas/Fort Worth, Miami, Philadelphia, Phoenix–Sky Harbor | [ 8 ]    |
| American Eagle           | Los Angeles, Phoenix–Sky Harbor | [ 8 ]    |
| British Airways          | London–Heathrow | [ 9 ]    |
| Cayman Airways           | Szezonális: Grand Cayman | [ 10 ]   |
| Copa Airlines            | Panama City–Tocumen | [ 11 ]   |
| Delta Air Lines          | Atlanta, Boston, Cincinnati, Detroit, Los Angeles, Minneapolis/St. Paul, New York–JFK, New York–LaGuardia, Salt Lake City, Seattle/Tacoma | [ 12 ]   |
| Denver Air Connection    | Alamosa, Alliance, Clovis (NM), Cortez, Kearney, McCook, Pierre, Telluride (CO), Watertown (SD) | [ 13 ]   |
| Edelweiss Air            | Szezonális: Zürich | [ 14 ]   |
| Frontier Airlines        | Atlanta, Austin, Cancún, Cedar Rapids/Iowa City, Charlotte, Chicago–Midway, Cincinnati, Cleveland, Columbus–Glenn, Cozumel, Dallas/Fort Worth, Des Moines, Detroit, El Paso, Fargo, Fayetteville/Bentonville, Houston–Hobby, Houston–Intercontinental, Indianapolis, Kansas City, Knoxville, Las Vegas, Little Rock, Louisville, Madison, Memphis, Miami, Milwaukee, Minneapolis/St. Paul, Nashville, New Orleans, Oklahoma City, Omaha, Ontario, Orange County, Orlando, Pensacola, Philadelphia, Phoenix–Sky Harbor, Pittsburgh, Portland (OR), Raleigh/Durham, Sacramento, Salt Lake City, San Antonio, San Diego, San Francisco, San José del Cabo, Seattle/Tacoma, St. Louis, Tampa, Washington–National Szezonális: Baltimore, Bloomington/Normal, Branson, Charleston (SC), Fort Myers, Glacier Park/Kalispell, Grand Rapids, Green Bay, Harrisburg, Jacksonville (FL), Missoula, Montego Bay, Puerto Vallarta, Savannah, Sioux Falls, Syracuse | [ 15 ]   |
| Icelandair               | Szezonális: Reykjavík–Keflavík | [ 16 ]   |
| JetBlue                  | Boston, New York–JFK, New York–LaGuardia (vége 2024. március 30-tól) | [ 18 ]   |
| Lufthansa                | Frankfurt, München | [ 19 ]   |
| Southern Airways Express | Chadron, Pueblo | [ 20 ]   |
| Southwest Airlines       | Albany, Albuquerque, Atlanta, Austin, Baltimore, Birmingham (AL), Boise, Boston, Bozeman, Buffalo, Burbank, Cancún, Charlotte, Chicago–Midway, Chicago–O'Hare, Cincinnati, Cleveland, Colorado Springs, Columbus–Glenn, Dallas–Love, Des Moines, Detroit, El Paso, Eugene, Fort Lauderdale, Fresno, Grand Rapids, Hartford, Hayden/Steamboat Springs, Houston–Hobby, Houston–Intercontinental, Indianapolis, Jacksonville (FL), Kansas City, Las Vegas, Little Rock, Long Beach, Los Angeles, Louisville, Lubbock, Memphis, Miami, Milwaukee, Minneapolis/St. Paul, Montrose, Nashville, New Orleans, New York–LaGuardia, Oakland, Oklahoma City, Omaha, Ontario, Orange County (CA), Orlando, Palm Springs, Philadelphia, Phoenix–Sky Harbor, Pittsburgh, Portland (OR), Puerto Vallarta, Raleigh/Durham, Reno/Tahoe, Richmond, Sacramento, Salt Lake City, San Antonio, San Diego, San Francisco, San Jose (CA), San José del Cabo, Santa Barbara, Seattle/Tacoma, Spokane, St. Louis, Tampa, Tucson, Tulsa, Washington–Dulles, Wichita Szezonális: Amarillo, Belize City, Bellingham, Charleston (SC), Cozumel, Fort Myers, Greenville/Spartanburg (kezdődik 2024. június 8-tól), Liberia (CR), Midland/Odessa, Myrtle Beach, Norfolk, Panama City (FL), Pensacola, Providence (újrakezdődik 2024. június 8-tól), San José (CR), Sarasota, Savannah | [ 24 ]   |
| Spirit Airlines          | Fort Lauderdale, Las Vegas, Miami (all end 2024. január 9-től) Szezonális: Dallas/Fort Worth (vége 2024. január 9-től) | [ 26 ]   |
| Sun Country Airlines     | Minneapolis/St. Paul | [ 27 ]   |
| United Airlines          | Albuquerque, Anchorage, Atlanta, Austin, Baltimore, Billings, Boise, Boston, Bozeman, Burbank, Calgary, Cancún, Cedar Rapids/Iowa City, Charleston (SC), Charlotte, Chicago–O'Hare, Cincinnati, Cleveland, Colorado Springs, Columbus–Glenn, Dallas/Fort Worth, Des Moines, Detroit, Durango (CO), El Paso, Eugene, Fort Lauderdale, Fort Myers, Frankfurt, Fresno, Glacier Park/Kalispell, Grand Rapids, Grand Junction, Hartford, Honolulu, Houston–Intercontinental, Indianapolis, Jackson Hole, Jacksonville (FL), Kahului, Kailua-Kona, Kansas City, Las Vegas, Lihue, London–Heathrow, Los Angeles, Louisville, Madison, Medford, Memphis, Miami, Milwaukee, Minneapolis/St. Paul, Missoula, Montego Bay, München, Nashville, Newark, New Orleans, New York–LaGuardia, Norfolk, Oklahoma City, Omaha, Ontario, Orange County, Orlando, Philadelphia, Phoenix–Sky Harbor, Pittsburgh, Portland (OR), Puerto Vallarta, Raleigh/Durham, Rapid City, Redmond/Bend, Reno/Tahoe, Richmond, Sacramento, Salt Lake City, San Antonio, San Diego, San Francisco, San Jose (CA), San José del Cabo, San Juan, Santa Barbara, Savannah, Seattle/Tacoma, Sioux Falls, Spokane, St. Louis, Syracuse, Tampa, Tokyo–Narita, Toronto–Pearson, Tucson, Tulsa, Vancouver, Washington–Dulles, Washington–National, Wichita Szezonális: Belize City, Burlington (VT), Cozumel, Great Falls, Hayden/Steamboat Springs, Liberia (CR), Montrose, Nassau, Palm Springs, Portland (ME), Roatán, San José (CR), Sarasota, Traverse City | [ 28 ]   |
| United Express           | Albuquerque, Amarillo, Appleton, Asheville, Aspen, Bakersfield, Billings, Birmingham (AL), Bismarck, Bozeman, Casper, Cody, Colorado Springs, Dallas/Fort Worth, Dayton, Des Moines, Devils Lake, Dickinson, Dodge City, Durango (CO), Eagle/Vail, Edmonton, El Paso, Eureka, Fargo, Fayetteville/Bentonville, Fresno, Gillette, Glacier Park/Kalispell, Grand Junction, Greensboro, Greenville/Spartanburg, Gunnison/Crested Butte, Hayden/Steamboat Springs, Hays, Helena, Hobbs, Huntsville, Idaho Falls, Jackson Hole, Jamestown (ND), Joplin, Kansas City, Knoxville, Laramie, Lewiston, Lexington, Liberal, Lincoln, Little Rock, Louisville, Lubbock, Midland/Odessa, Minot, Missoula, Moab (vége 2024. január 31-től), Moline/Quad Cities, Monterey, Montrose, North Platte, Oklahoma City, Omaha, Palm Springs, Phoenix–Sky Harbor, Prescott, Rapid City, Reno/Tahoe, Riverton, Rock Springs, Salina, Salt Lake City, San Luis Obispo, Santa Barbara, Santa Fe, Scottsbluff, Sheridan (WY), Shreveport, Sioux City, Sioux Falls, Springfield/Branson, St. George (UT), Tri-Cities (WA), Tucson, Tulsa, Vernal (vége 2024. január 31-től), Wichita, Williston (ND) Szezonális: Bishop, Boise, Cheyenne, Great Falls, North Bend/Coos Bay, Panama City (FL), Pensacola, Sarasota, Sun Valley, Traverse City, West Yellowstone | [ 28 ]   |
| Viva Aerobus             | Monterrey (kezdődik 2024. január 25-től) | [ 30 ]   |
| Volaris                  | Chihuahua, Guadalajara, Mexico City | [ 31 ]   |
| WestJet                  | Szezonális: Calgary | [ 32 ]   |

### Cargo
| Légitársaság          | Célállomások |
| --------------------- | --- |
| AirNet Express        | Columbus-Rickenbacker |
| Amazon Air            | Cincinnati, Ontario |
| Bemidji Airlines      | Colby, Goodland, McCook, North Platte, Sidney, Trinidad |
| DHL Aviation          | Cincinnati, Reno/Tahoe |
| FedEx                 | Billings, Fort Worth/Alliance, Fresno, Indianapolis, Los Angeles, Memphis, Oakland, Phoenix–Sky Harbor, San Jose (CA) Szezonális: Houston– Intercontinental |
| Lufthansa Cargo       | Frankfurt, München |
| United Parcel Service | Billings, Burbank, Chicago/Rockford, Everett, Louisville, Ontario, Reno/Tahoe, Salt Lake City, Seattle–Boeing                                               |

## Elhelyezkedés és megközelíthetőség
A repülőtér Denver belvárosától 40 km-re fekszik északnyugati irányban. Területe 140 km² (ez New York Manhattan városrészének közel kétszerese).
- Autóval: a 70-es és a 76-os államközi autópályák felől az E-470 számú gyorsforgalmi úton keresztül
- Tömegközlekedéssel: az 5 skyRide autóbusz mindegyikével (ezek Denver belvárosának különböző részeiből indulnak). Egy út ára $8.
- Vasúttal közvetlen vasúti csatlakozása van a belvárossal, mely 2016-ban nyílt meg.

## Balesetek és incidensek
- 2008. december 20.: a Continental Airlines 1404-es számú járata (Boeing 737-500) a leszállást követően a 31 csomós oldalszélnek köszönhetően túlfutott a kifutón. A repülőgépen tartózkodó 115 utas közül 38 megsérült, közülük ketten életveszélyesen.

## Fordítás
- Ez a szócikk részben vagy egészben  a   Denver_International_Airport című angol Wikipédia-szócikk fordításán alapul.  Az eredeti cikk szerkesztőit annak laptörténete sorolja fel. Ez a jelzés csupán a megfogalmazás eredetét és a szerzői jogokat jelzi, nem szolgál a cikkben szereplő információk forrásmegjelöléseként.